# Until Dawn: Rush of Blood
『Until Dawn: Rush of Blood』（アンティル・ドーン ラッシュ・オブ・ブラッド）は、Supermassive Gamesが開発、ソニー・インタラクティブエンタテインメントが2016年10月13日に全世界で発売した、PlayStation VR（PlayStation 4）用ソフトである。
本作は、おどろおどろしいジェットコースターに乗ったプレイヤーが動かない的や動き回る敵を撃つ、アーケード調のサバイバルホラーゲームである。
本作は『アンティル・ドーン 惨劇の山荘』のスピンオフであるが、物語上のつながりはなく、『アンティル・ドーン』後半におけるモンスターとの対決シーンをさらに強化したような内容となっており、作中の場所や登場人物をモチーフにしたステージも存在する。

## システム
プレイヤーはおどろおどろしい人食い遊園地にあるジェットコースターに乗るという設定であり、ゲームが進むにつれて恐怖はさらに増していく。
プレイヤーが乗るジェットコースターは全部で7種類あり、いずれもテーマは異なるが、『アンティル・ドーン』ゆかりの場所や登場人物をモチーフとしている。
プレイヤーの武器はデフォルトでは拳銃だが、グレネードランチャー等他の武器も導入される予定である。

## 開発
本作の開発は『アンティル・ドーン』と同時並行して開発がすすめられた。
『アンティル・ドーン』の好評を受け、2015年10月の時点で本作の開発が行われているのではないかという噂が立ち、同年11月には正式にPlayStation VR用ソフトとして開発されていることが明らかにされた。
同年12月には、『アンティル・ドーン』で使われたデシマに加え、物理エンジンHavokの改良版を用いることが明らかにされ、その月に開かれたPlayStation Experienceに出展した。
2016年9月、PlayStation Networkのトロフィー機能に対応した。

## 評価
GAME Watchの中村聖司は、VRには不向きとされていたライド系アトラクションである本作においてVR酔いが発生せずそれでいて加速感や浮遊感や恐怖感を味わうことができたため、作り方次第でVR酔いを回避できることが証明されたと述べた。また、中村は初心者がプレイすることを想定してゲームオーバー制ではなくスコア制にした点についても評価している。
IGNのクロイ・ラッド（Chloi Rad）は、VR作品としても、レールシューターとしても平凡な作品だとしつつも、どこか惹かれるところがあると評価している。また、ラッドは本作の物語は『アンティル・ドーン』の主人公ジョシュの頭の中だろうと推測している。
4Gamer.netのgingerは2019年8月の記事の中で、本作はジェットコースターのようなスリルとドッキリ系の怖さを同時に味わえる作品だと評価している。